# I liga polska w piłce siatkowej kobiet (1976/1977)
I liga polska w piłce siatkowej kobiet 1976/1977 – 41. edycja rozgrywek o mistrzostwo polski w piłce siatkowej kobiet.

## Drużyny uczestniczące
| | I liga 1976/1977       |   |      |
| --- | ---------------------- | - | ---- |
| ŁÓD | ChKS Komunalni Łódź    | 1 | PEMK |
| KRA | Wisła Kraków           | 2 | PEZP |
| ŁÓD | Start Łódź             | 3 |      |
| MIL | Płomień Milowice       | 4 |      |
| WAR | AZS AWF Warszawa       | 5 |      |
| KAT | Kolejarz Katowice      | 6 |      |
| | Awans z II ligi        |   |      |
| SŁU | Czarni Słupsk          |   |      |
| BIE | BKS Stal Bielsko-Biała |   |      |
| WAR | Spójnia Warszawa       |   |      |
| SUL | Zawisza Sulechów       |   |      |
| Oznaczenia: - kolumna pierwsza – skróty nazw drużyn wpisane na mapie (jeśli ta została zamieszczona), - kolumna trzecia – miejsce zajęte przez daną drużynę w poprzednim sezonie. |                        |   |      |

## Klasyfikacja końcowa
| Miejsce | Drużyna                |
| ------- | ---------------------- |
| 1.      | Start Łódź             |
| 2.      | Wisła Kraków           |
| 3.      | Czarni Słupsk          |
| 4.      | Płomień Milowice       |
| 5.      | AZS AWF Warszawa       |
| 6.      | Kolejarz Katowice      |
| 7.      | BKS Stal Bielsko-Biała |
| 8.      | Zawisza Sulechów       |
| 9.      | Spójnia Warszawa       |
| 10.     | ChKS Komunalni Łódź    |

     spadek do II ligi